# 室谷香菜子 fightoooh!!
『室谷香菜子 fightoooh!!』（むろやかなこ ファイト〜〜!!）は、HBCラジオ（北海道放送）で放送されていたラジオ番組。
室谷香菜子（HBCアナウンサー）がパーソナリティを務めた4時間生放送のワイド番組。室谷のトークと音楽により、“スタイリッシュな土曜日”を演出することをコンセプトに掲げている。放送時間は毎週土曜 8:00 - 12:00（日本標準時）。
番組は2016年4月2日から放送されていたが、室谷が2018年4月から産休・育休に入るのに伴い、同年3月31日放送分をもって一旦終了（第1期）。以来この時間帯には、佐々木佑花がパーソナリティを務める『佐々木佑花 ココcolor』が1年半にわたって放送されていたが、室谷が2019年4月に職場復帰したのに伴い、番組も同年10月5日に放送再開した（第2期）。
2020年9月26日を以て放送終了。室谷は後番組の『美香と香菜子のおさんぽ土曜日』にも引き続き出演。
radikoによるタイムフリー聴取が可能となっており、各回ともに次回のラジオ放送があるまでの1週間限定で配信されていた。

## コーナー
- HASSIN! CONSADOLE（8時台）
- サタデートピッカーリポート[1] → 舞ちゃんリポート（9時台・10時台）
- OTARU CITY CRUISE（9時台）
- TEA TIME TERRACE（10時台）[5]
- 子育て広場 はいたっち！（10時台）
- 道の駅 メシナビ（9時台）[5] → メシナビ！（10時台）
- テレフォン人生相談（11時台、11:00-11:20 ニッポン放送制作）
- おぎやはぎのクルマびいき（11時台、11:25-11:40 TBSラジオ制作）